# Meloe sulcicollis
Meloe sulcicollis là một loài bọ cánh cứng trong họ Meloidae. Loài này được Latreille miêu tả khoa học năm 1804.